# Iraakse voetbalbond
De Iraakse voetbalbond of Iraq Football Association (IFA) is de voetbalbond van Irak.
De voetbalbond werd opgericht op 8 oktober 1948 en is sinds 1970 lid van de Aziatisch voetbalbond (AFC) en sinds 2001 lid van de West-Aziatische voetbalbond (WAFF). In 1950 werd de bond lid van de FIFA. De voetbalbond is onder andere verantwoordelijk voor het Iraaks voetbalelftal en de hoogste voetbalcompetitie in Irak, de Superliga. Het hoofdkantoor staat in Bagdad.

## President
In oktober 2021 was de president Adnan Derjal.